# Mindwarp
A Mindwarp a Doctor Who sorozat 145. része, amit 1986. október 4. és 15. között mutatott be a BBC1.
A Mindwarp cím igazából nem jelent meg a képernyőkön, hanem csak a forgatókönyv címe volt.
Ebben a részben jelent meg utoljára Nicola Bryant, mint Peri Brown.
Ez a The Trial of a Time Lord (Egy Idő Lord tárgyalása) ív második "felvonása".

## Történet
A Doktor és Peri a Toros Béta bolygóra érkeznek, s egy barlangrendszerben fegyverkereskedőkkel futnak össze, akik szembeszállnak Yrcanos királlyal. A Doktor látszólag a lázadók oldalára áll, hogy megtudja terveiket... de ez végül odavezet, hogy a fogságba esett Peri testébe átültetik a lázadók beteg vezérének agyát. A végső csatában Peri meghal. A Valeyard szerint a Doktor a felelős a lány haláláért. A Doktor azon töpreng, hogy a Matrixban látott önmaga mintha másképp viselkedett volna, mint amire ő emlékszik...

## Epizódlista
| Epizódok sorszáma | Bemutató napja    | Hossza | Nézők száma (millió) |
| ----------------- | ----------------- | ------ | -------------------- |
| 5.                | 1986. október 4.  | 24:42  | 4,8                  |
| 6.                | 1986. október 11. | 24:45  | 4,6                  |
| 7.                | 1986. október 18. | 24:33  | 5,1                  |
| 8.                | 1986. október 25. | 24:44  | 5                    |

## Könyvkiadás
A könyvváltozatát 1989. június 15-én adták ki. Írta Philip Martin.

## Otthoni kiadás
- VHS-en 1993 októberében jelent meg a The Trial of a Time Lord című dobozban, az évad többi részével.
- DVD-n 2008. szeptember 29-én adták ki a történetet az évad másik három részével együtt.

### Fordítás
- Ez a szócikk részben vagy egészben  a   FL című angol Wikipédia-szócikk fordításán alapul.  Az eredeti cikk szerkesztőit annak laptörténete sorolja fel. Ez a jelzés csupán a megfogalmazás eredetét és a szerzői jogokat jelzi, nem szolgál a cikkben szereplő információk forrásmegjelöléseként.